# Frank Morgan

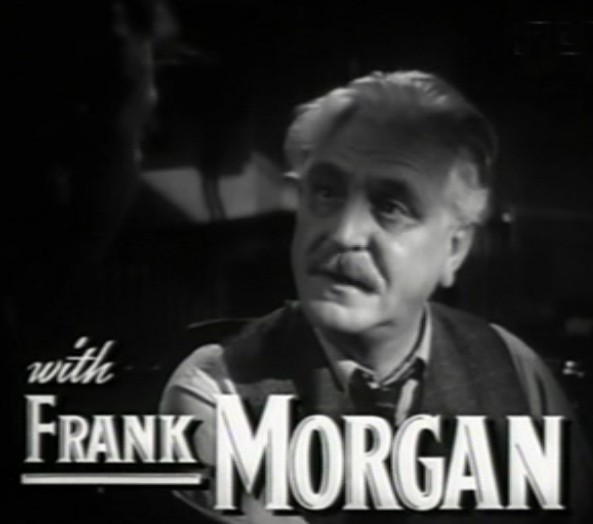
Frank Morgan în The Human Comedy

Frank Morgan (n. 1 iunie 1890 – d. 18 septembrie 1949) a fost un actor american de film.